# Silvio Olteanu
Silviu Marius Olteanu (ur. 20 stycznia 1978 w Rumunii) – rumuński bokser, były mistrz Europy w wadze muszej.

## Kariera zawodowa
Jako zawodowiec zadebiutował 7 stycznia 2005 roku. Pierwsze trzy zawodowe pojedynki przegrał, dwa z Białorusinem Valerim Yanchim oraz z Kolumbijczykiem Giovannim Jaramillo. Od czasu 3 porażek zanotował zwycięską passę w 11 pojedynkach, zdobywając mistrzostwo unii europejskiej, które raz obronił.
26 grudnia 2010 roku zmierzył się z Japończykiem Daiki Kamedą, o pas WBA w wadze muszej. Obrońca tytułu Kameda zachował pas, wygrywając niejednogłośnie na punkty (113-115, 112-116 oraz 118-110 dla Olteanu). Wynik wywołał wiele kontrowersji, ponieważ to Rumun wywierał presję i był aktywniejszy.
2 kwietnia 2011 roku jego rywalem był Meksykanin Wilbert Uicab, a stawką walki pas WBC Silver w wadze muszej. Meksykanin zwyciężył przez decyzję większości na punkty, chociaż to Olteanu był lepszy.
7 października 2011 zmierzył się o wakujące mistrzostwo Europy. Jego rywalem był Waleryj Janczij, który zadał Rumunowi 2 porażki na początku kariery. Walka zakończyła się remisem, a tytuł pozostał bez właściciela. Do rewanżu doszło 9 marca 2012 roku. Olteanu zwyciężył przez niejednogłośną decyzję sędziów, zdobywając mistrzostwo Europy.
25 maja 2012 roku pierwszym jego rywalem w obronie pasa był Włoch Giuseppe Lagana. Rumun zwyciężył przez techniczny nokaut w 5 rundzie, trzykrotnie posyłając Włocha na deski w przebiegu całej walki.
20 listopada obronił tytuł po raz drugi, pokonując niejednogłośnie na punkty Włocha Andreę Sarritzu.